# Aszód
Aszód là một thành phố thuộc hạt Pest, Hungary. Thành phố này có diện tích 16,2 km², dân số năm 2010 là 6393 người, mật độ 395 người/km².